# Tapajósträdklättrare
Tapajósträdklättrare (Dendrocolaptes hoffmannsi) är en fågel i familjen ugnfåglar inom ordningen tättingar.

## Utseende och läte
Tapajósträdklättrare är en stor (28–29 cm), brun trädklättrare. Stjärten är relativt lång och näbben medellång och rak. Ansiktet är mörkt och beigefärgat med ett fjälligt mönster. Pannan och hjässan är roströd, medan nacken och resten av ovansidan är mer rödbrun. Undersidan är beigefärgad med olivgrön anstrykning. Lätet består av en rullande serie med cirka 20 liknande toner som ofta avges i gryning eller skymning.

## Utbredning och systematik
Fågeln förekommer i södra delen av brasilianska Amazonområdet, söder om Amazonfloden till Rondônia och södra Mato Grosso. Den behandlas som monotypisk, det vill säga att den inte delas in i några underarter.

## Status och hot
Arten har ett stort utbredningsområde, men tros minska i antal, dock inte tillräckligt kraftigt för att den ska betraktas som hotad. Internationella naturvårdsunionen IUCN listar arten som livskraftig (LC).

## Namn
Fågelns vetenskapliga artnamn hedrar Wilhelm Hoffmanns (1865-1909), tysk samlare av specimen i Peru 1903 och Brasilien 1905-1908. Tidigare kallades den hoffmannsträdklättrare även på svenska, men justerades 2023 till ett enklare och mer informativt namn av BirdLife Sveriges taxonomikommitté.